# Розношинцы
Розношинцы (укр. Розношинці) — село в Збаражской городской общине Тернопольского района Тернопольской области Украины.
Код КОАТУУ — 6122485402. Население по переписи 2001 года составляло 320 человек.
До 2020 года входило в Збаражский район.

## Географическое положение
Село Розношинцы находится на левом берегу реки Гнезна Гнилая,
выше по течению на расстоянии в 0,5 км расположено село Красносельцы.
Рядом проходит железная дорога, станция Красносельцы в 1,5 км.

## История
Село основано в 1463 году.

## Объекты социальной сферы
- Школа I ст.
- Фельдшерско-акушерский пункт.

## Достопримечательности
- Братская могила советских воинов.